# ای‌وی‌ئی
ای‌وی‌ئی (Alta Velocidad Española) یک سامانه قطار تندرو در اسپانیا است که توسط شرکت رنفه اوپرادورا مدیریت میشود.
این راه‌آهن که در سال ۱۹۹۲ تاسیس شده دارای ۳۰ ایستگاه و ۳٬۱۰۰ کیلومتر طول می‌باشد.

## نگارخانه

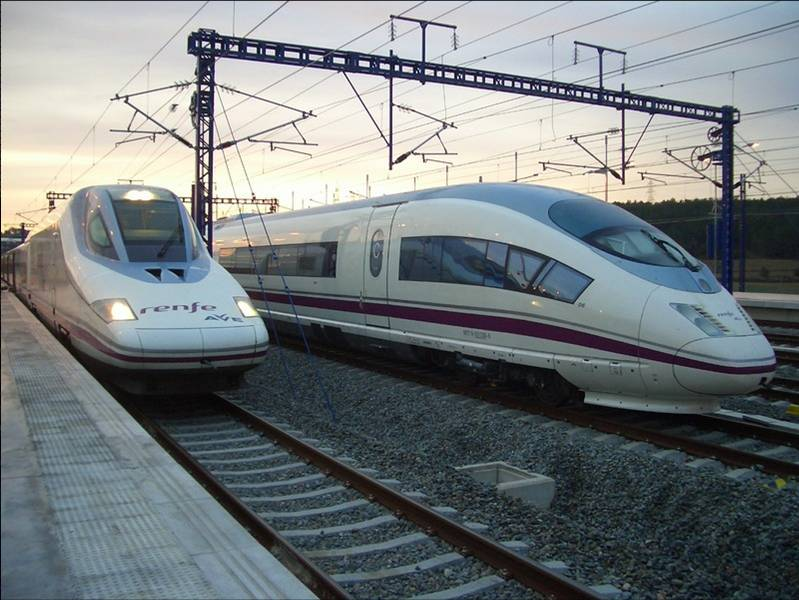
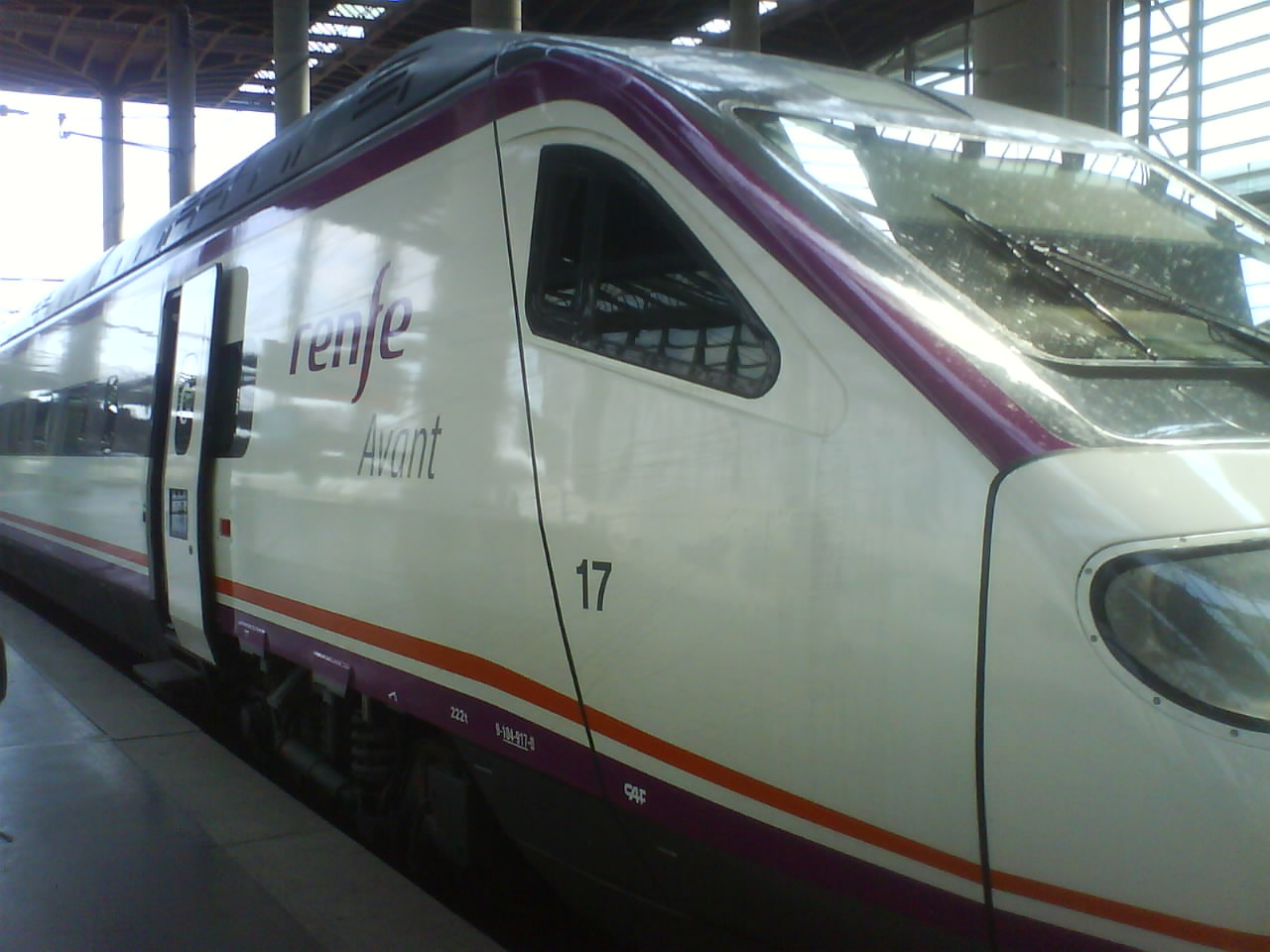
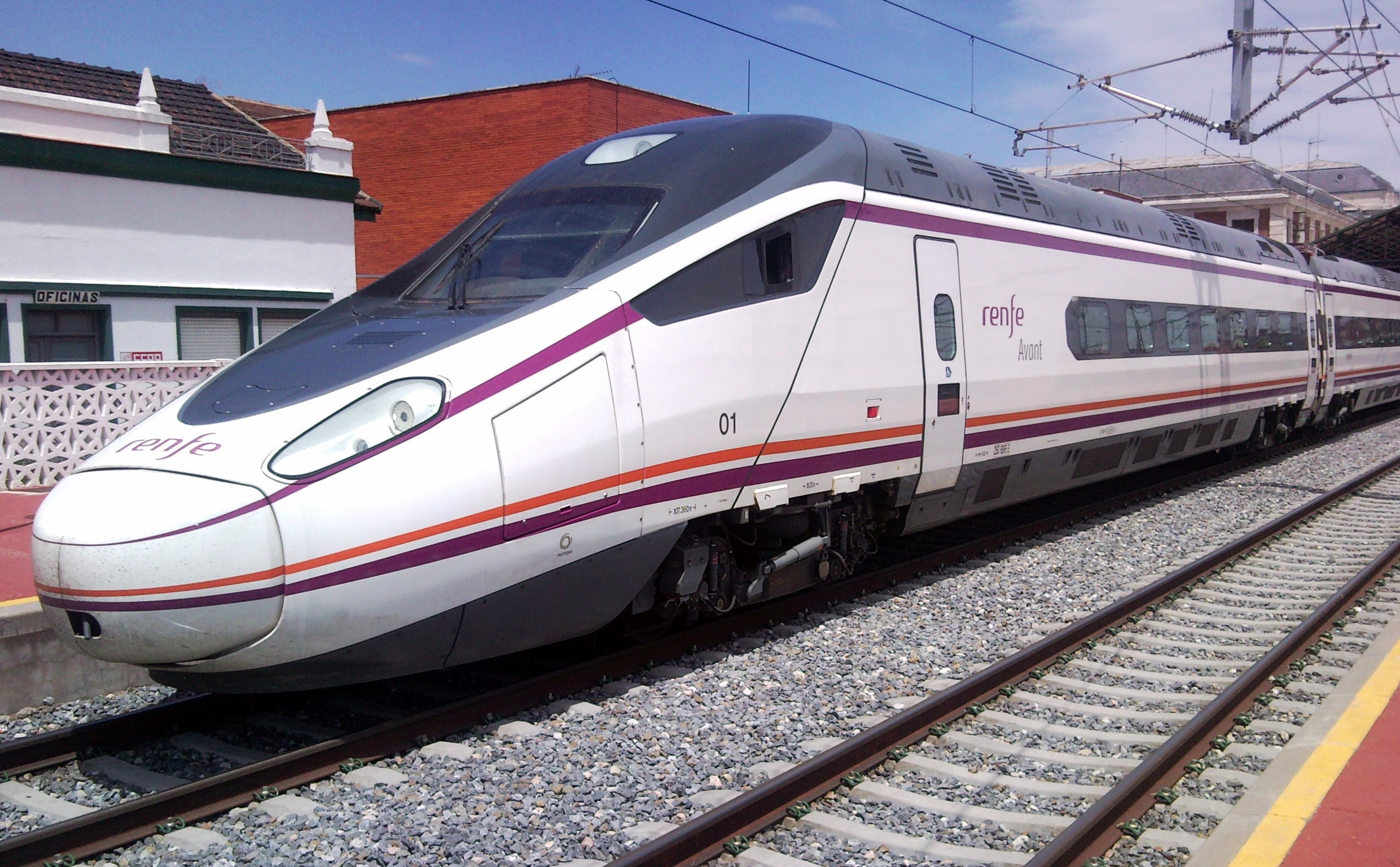
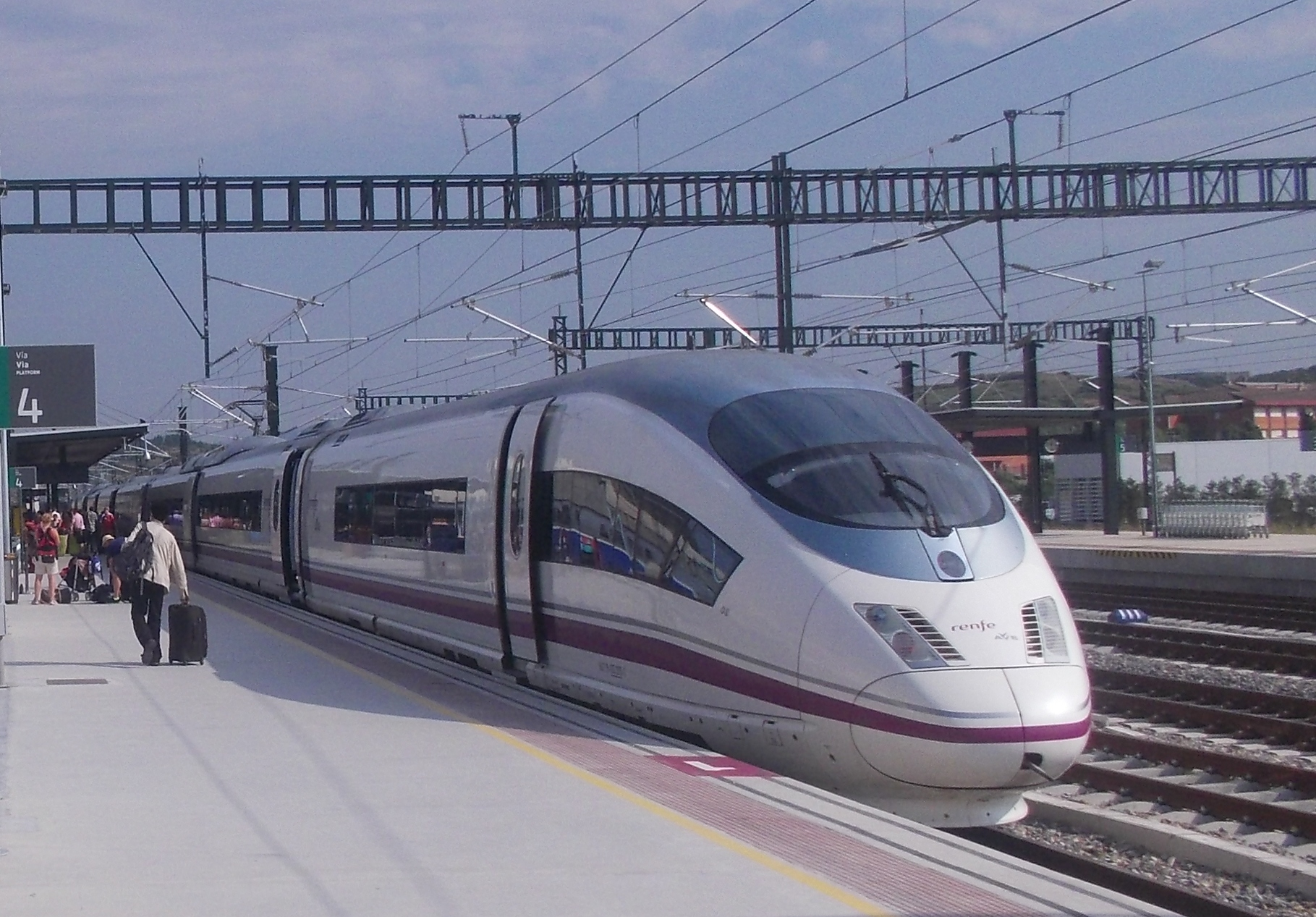
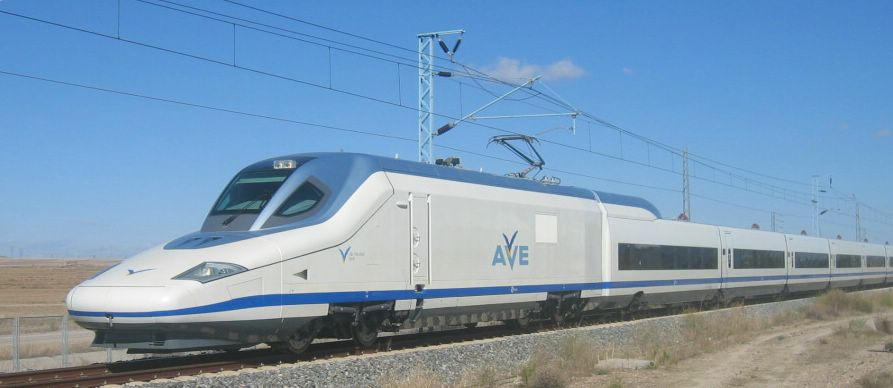